# Huawei P30 lite
Huawei P30 lite — бюджетный смартфон из серии P30, анонсированный китайской компанией Huawei 27 марта 2019 года.

## Технические характеристики
- Материалы корпуса: металл (алюминий), стекло, пластик
- Операционная система: Android 9.0 Pie, EMUI 9.1
- Сети: GSM, HSPA, LTE, 2 nano-SIM
- Экран: LTPS IPS LCD, диагональ 6,15", разрешение 2312х1080 точки, ppi 415
- Платформа: Kirin 710 (12 нм)
- Процессор: восьмиядерный, 4 ядра 2.2 ГГц (Cortex-A73) и 4 ядра 1.7 ГГц (Cortex-A53)
- Графика: Mali-G51 MP4
- Оперативная память: 4 ГБ
- Память для хранения данных: 128 ГБ
- Слот под карту памяти: да, совмещенный
- Основная камера: 24 МП f/1.8 (PDAF) + 8 МП (RGB, 13 мм, широкоугольная) + 2 МП (f/2.4, сенсор глубины), LED вспышка, HDR, режим панорамной съемки
- Фронтальная камера: 32 МП, f/2.0, 0.8µm
- Интерфейсы: Wi-Fi 802.11 a/b/g/n/ac dual-band, Bluetooth 4.2 LE, NFC, USB 2.0 Type-C rev.1.0
- Навигация: GPS, ГЛОНАСС, Beidoo
- Дополнительно: сканер отпечатка, датчик освещённости, датчик приближения, цифровой компас, гироскоп, акселерометр
- Батарея: 3340 мАч (видео 9 часов, игры 6 часов, обычный режим 14 часов)[1]
- Габариты: 152,3 × 72,7 × 7,43 мм
- Вес: 159 г

## Программное обеспечение
Модель выпускается на ОС Android 9.0 Pie с фирменной оболочкой EMUI 9.1. В начале сентября компания сообщила о планах по обновлению прошивки до EMUI 10. По заявлению компании, P30 lite получит данное обновление в марте 2020 года
Так как в мае 2019 года компания Google приостановила сотрудничество с компанией Huawei, владельцы смартфонов Huawei лишились доступа к сервисам Google, в том числе на телефонах перестал работать Google Play. Однако, доступ к Android по лицензии с открытым кодом доступен.
Пользователи обходят блокировку Google Play самостоятельно.

На сегодняшний момент смартфон работает под управлением Harmony os 2.15 

## Продажи
Huawei P30 lite был анонсирован 27 марта 2019 года в Париже на следующий день после флагманов Huawei P30 и Huawei P30 Pro, тогда же был открыт предзаказ для Европы.
Предзаказ в России на все три модели серии, включая Huawei P30 lite, был открыт 3 апреля 2019 года. Свободная продажа началась 13 апреля 2019 года. Цена на Huawei P30 lite в России составляла 21 990 рублей, в США $330. Спустя полгода стоимость на P30 lite была снижена до 15 500 рублей.
В России модель продается в двух цветах: «насыщенный бирюзовый» и «полночный чёрный», в других странах доступен ещё «жемчужно-белый» вариант дизайна.